# Princess Sarah
Princess Sarah é uma telenovela filipina produzida e exibida pela ABS-CBN, cuja transmissão ocorreu em 2007.

## Elenco
- Sharlene San Pedro - Sarah Crewe
- Albert Martinez - Christopher Crewe
- Sheryl Cruz - Maria Minchin
- Ai Ai delas Alas - Rama Dass